# 圣马尔谷主教座堂 (科尔丘拉)

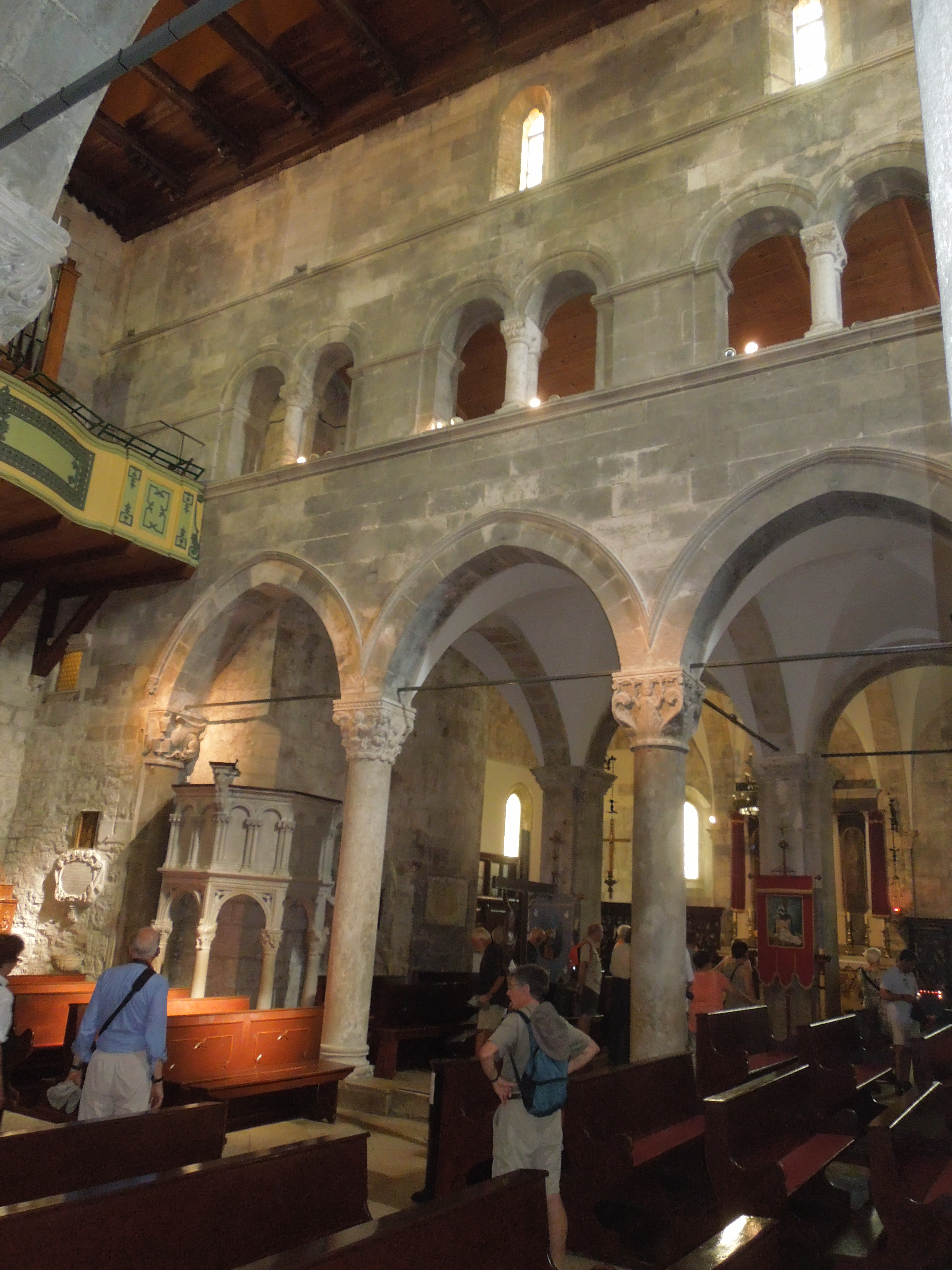

科尔丘拉圣马尔谷主教座堂  是克罗地亚科尔丘拉的一座罗马天主教教堂，位于半岛顶端。
该堂建于15世纪到16世纪中叶。祭台画为丁托列托的作品。洗礼堂内装饰有耶稣青铜雕像，为克罗地亚雕塑家 Frane Krsinica的作品。